# Павлов Іван Володимирович
Іван Володимирович Павлов (нар. 26 вересня 1998, Київ, Україна) — український фігурист, що виступає в одиночному (з 2010 по 2017 роки) та парному катанні (починаючи з 2018 року). Дворазовий чемпіон України з чоловічого одиночного катання (2016, 2017 роки) та чемпіон України з парного катання у парі з Катериною Дзицюк (2020).
Станом на 6 березня 2020 року Іван в парі з Катериною займають 55-е місце в рейтингу Міжнародного союзу ковзанярів (ІСУ).

## Спортивні результати

### Як одиночний фігурист
| Чемпіонати світу                     |   |   |    |    |    | 23 |    |
| Чемпіонати Європи                    |   |   |    |    |    | 15 | 14 |
| Серія Челенджера: Tallinn Trophy     |   |   |    |    |    | 5  |    |
| Універсіада                          |   |   |    |    |    |    | 15 |
| Cup of Nice                          |   |   |    |    |    | 7  | 7  |
| Ice Star                             |   |   |    |    |    |    | 1  |
| NRW Trophy                           |   |   |    |    | 2  |    |    |
| Міжнародні юніорські змагання        |   |   |    |    |    |    |    |
| Юніорські чемпіонати світу           |   |   | 20 | 15 | 16 |    |    |
| Юніорський етап Гран-прі: Хорватія   |   |   |    |    | 5  |    |    |
| Юніорський етап Гран-прі: Чехія      |   |   |    |    |    |    | 4  |
| Юніорський етап Гран-прі: Естонія    |   |   |    | 7  | 7  |    |    |
| Юніорський етап Гран-прі: Австрія    |   |   | 8  |    |    | 3  |    |
| Юніорський етап Гран-прі: Франція    |   |   | 8  |    |    |    |    |
| Юніорський етап Гран-прі: Словаччина |   |   |    | 8  |    | 8  |    |
| Юніорський етап Гран-прі: Словенія   |   |   |    |    |    |    | 7  |
| Юніорський етап Гран-прі: Туреччина  |   |   | 8  |    |    |    |    |
| Юнацький Олімпійський фестиваль      |   |   |    |    | 1  |    |    |
| Bavarian Open                        |   |   | 1  |    |    |    |    |
| Cup of Nice                          |   |   | 4  | 2  |    |    |    |
| Ice Star                             |   |   | 1  |    |    |    |    |
| NRW Trophy                           | 4 | 2 |    |    |    |    |    |
| Tirnavia Ice Cup                     | 1 |   |    |    |    |    |    |
| Національні змагання                 |   |   |    |    |    |    |    |
| Чемпіонат України                    |   |   |    | 3  | 2  | 1  | 1  |
| Чемпіонат України серед юніорів      |   |   | 1  |    |    |    |    |

### У парі з Софією Голиченко
| Чемпіонат України | 3 |

### У парі з Катериною Дзицюк
| Чемпіонати світу                     |    |
| Чемпіонати Європи                    |    |
| Серія Челенджера: Tallinn Trophy     |    |
| Універсіада                          |    |
| Cup of Nice                          |    |
| Ice Star                             |    |
| NRW Trophy                           |    |
| Міжнародні юніорські змагання        |    |
| Юніорські чемпіонати світу           | 12 |
| Юніорський етап Гран-прі: Хорватія   | 7  |
| Юніорський етап Гран-прі: Чехія      |    |
| Юніорський етап Гран-прі: Естонія    |    |
| Юніорський етап Гран-прі: Австрія    |    |
| Юніорський етап Гран-прі: Франція    |    |
| Юніорський етап Гран-прі: Словаччина |    |
| Юніорський етап Гран-прі: Словенія   |    |
| Юніорський етап Гран-прі: Туреччина  |    |
| Юніорський етап Гран-прі: Польща     | 7  |
| Юнацький Олімпійський фестиваль      |    |
| Bavarian Open                        |    |
| Cup of Nice                          |    |
| Ice Star                             |    |
| NRW Trophy                           |    |
| Tirnavia Ice Cup                     |    |
| Національні змагання                 |    |
| Чемпіонат України                    | 1  |
| Чемпіонат України серед юніорів      |    |